# 索努瓦地区蒙塞
索努瓦地区蒙塞（法語：Moncé-en-Saosnois）是法国卢瓦尔河地区大区萨尔特省的一个市镇。